# 奥山忠信
奥山 忠信（おくやま ただのぶ 1950年 - ）は、日本の経済学者。専門は貨幣論。

## 略歴
- 1950年 - 宮城県に生まれる
- 1974年 - 東北大学経済学部卒業
- 1978年 - 東北大学大学院経済学研究科博士前期課程修了
- 1984年 - 東北大学大学院経済学研究科博士後期課程単位取得満期退学
- 1986年 - 埼玉大学経済学部専任講師
- 1988年 - 埼玉大学経済学部助教授
- 1991年 - 経済学博士（東北大学）
- 1993年 - 埼玉大学経済学部教授
- 1994年 - 埼玉大学経済学部長（-1998年まで）
- 1998年 - 埼玉大学学長補佐（-2000年まで）
- 2000年 -  エディンバラ大学経済学部客員教授（文部省海外派遣研究員・短期）
- 2001年 -  チュラーロンコーン大学経済学部客員教授
- 2006年 - 上武大学学長
- 2008年 - 埼玉学園大学経営学部教授

## 著書
- 『貨幣理論の形成と展開 -価値形態論の理論史的考察』、社会評論社、1990年
- 『富としての貨幣』、名著出版、1999年
- 『現代資本主義の原理』、星野富一・奥山忠信・石橋貞男・共編著、昭和堂、2000年
- 『金の魅力 金の魔力』、奥山忠信・高橋靖夫・共著、社会評論社、2002年
- 『ジェームズ・ステュアートの貨幣論草稿』、社会評論社、2004年
- 『通貨・金融危機と東アジア経済』（伊藤修・奥山忠信・金日植・中井浩之・箕輪徳二・共著）、社会評論社、2005年
- 『ジェームズ・ステュアート「経済学原理」草稿-第3編貨幣と信用-』、奥山忠信・古谷豊・共著、御茶の水書房、2006年
- 『グローバル資本主義と景気循環』（星野富一・河村哲二・栗田康之・田中史郎・清水敦・鈴木均・池田正雄・奥山忠信・芹田浩司・共著）、御茶の水書房、2008年

## 論文
- 「『要綱』における貨幣の論証 -成立史からみた価値形態論の研究」, 研究年報経済学 40(4), p381-403, 1979
- 「マルクスにおける貨幣の論証 -『批判』から初版『資本論』へ」, 研究年報経済学 41(4), p431-451, 1980
- 「価値論の基本構造」, 研究年報経済学 43(1), p1-20, 1981
- 「価値と価値形態の論理の形成」, 唯物史観 (25), p98-110, 1983
- 「テュルゴ-貨幣論と価値形態の論理」, 研究年報経済学 46(3), p353-372, 1984
- 「古典派における労働と貨幣 -価値形態論との負の連関を探って」, 研究年報経済学 47(3), p351-370, 1985
- 「サミュエル・ベイリ-の批判経済学 -古典派価値論との対峙」, 社会科学論集 (60), p121-158, 1987
- 「サミュエル・ベイリ-の貨幣学説 -『貨幣とその価値の変動』の考察」, 社会科学論集 (62), p1-39, 1987
- 「商品論の展望 -山口『原論』によせて」, 社会科学論集 (63), p39-80, 1988
- 「貨幣の本質と機能」, 社会科学論集 (78・79), p201-222, 1993
- 「不換紙幣の価値尺度」, 社会科学論集 (82), p25-38, 1994
- 「『マルクスの夢の行方』 日高普」, 社会科学論集 (83), p73-78, 1994
- 「貨幣数量説の形成と批判 -貨幣価値に関する考察」, 社会科学論集 (84), p1-16, 1995
- 「デフレ-ションの経済学」, 海外事情 43(3), p72-85, 1995
- 「貨幣と物価 -円高苦境によせて」, 海外事情 43(7・8), p64-77, 1995
- 「『貨幣の悪戯』 ミルトン・フリードマン著 斎藤精一郎訳」, 社会科学論集 (85), p77-81, 1995
- 「富としての貨幣」, 社会科学論集 (89), 27-40, 1996
- 「電子マネ-の貨幣論的考察」, 社会科学論集 (91), 1-12, 1997
- 「越智良二 『アダム・スミスの貨幣論の研究』 青葉図書」, 奥山忠信・越智良二, 経済学史学会年報 (37), 146-148, 1999
- 「史料紹介 Theory of Money by James Steuart: A Consideration on'Letter to Barrington(1763)' (1)」, 社会科学論集 (103), 103-160, 2001
- 「Historical Material Theory of Money by James Steuart: A Consideration on'Letter to Barrington(1763)' (2)」, 社会科学論集 (104), 71-130, 2001
- 「書評 相澤幸悦著『現代資本主義の構造改革--危機をいかに克服するか』ミネルヴァ書房,2002年」, 社会科学論集 (108), 59-69, 2002
- 「ジェームズ・ステュアート『バリントン卿への手紙』(1763)における貨幣理論」, 研究年報経済学 65(3), 453-464, 2004
- 「書評 李潔著『産業連関構造の日中・日韓比較と購買力平価』」, 社会科学論集 (114), 39-42, 2005
- 「金貨幣の合理性に関する考察」, 政策科学学会年報 (1), 1-8, 2010
- 「震災復興と通貨問題 -震災体験からの報告」, 政策科学学会年報 (2), 25-32, 2012
- 「リカードウの貨幣数量説と国立銀行設立試案」, 政策科学学会年報 (3), 1-16, 2013